# Igreja de Santa Maria de Azurara
A Igreja de Santa Maria de Azurara ou Igreja Matriz de Azurara ou Igreja de Azurara  (séc. XVI-XVII) é um templo católico localizado em Azurara, município de Vila do Conde, distrito do Porto, Portugal; encontra-se classificada como Monumento Nacional (Decreto de 16-06-1910, DG, n.º 136, de 23-06-1910).

## Historial / Características

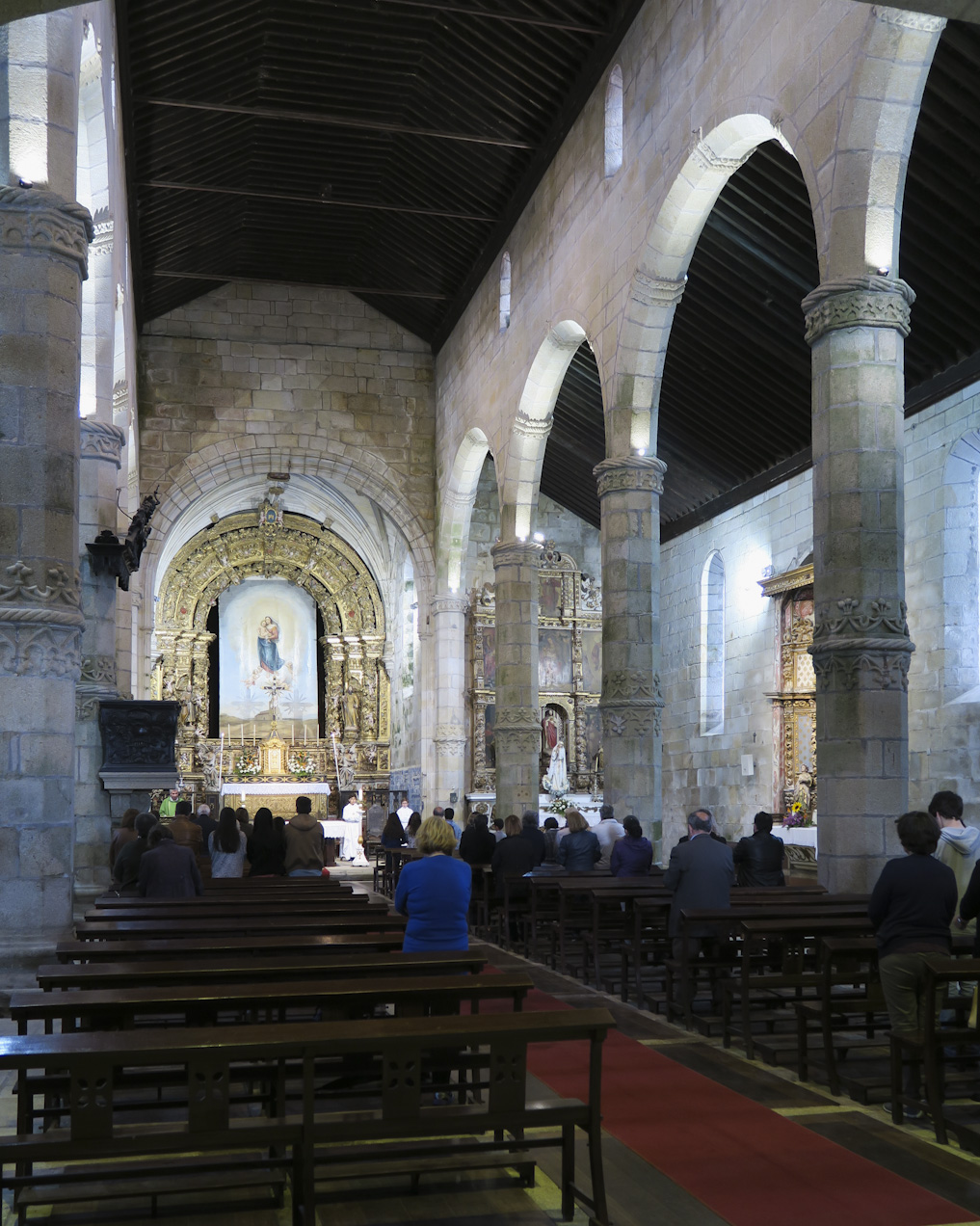
Interior

A construção da igreja ter-se-á iniciado cerca de 1502, na sequência da autorização de D. Manuel I para se edificar uma nova igreja paroquial em Azurara em substituição da pequena Capela de Nossa Senhora da Apresentação; dessa edificação original sobrevive a imagem da Virgem integrada num nicho na parte superior do Portal. No essencial a construção terminou c. 1522, com a conclusão da capela-mor; a torre sineira é posterior, datando do final do século XVII.
A estrutura exterior das naves é rematada por uma fiada de ameias e a cabeceira encontra-se flanqueada por quatro contrafortes. O edifício caracteriza-se por algum ecletismo estilístico, com estrutura manuelina de grande sobriedade. O portal principal foi decorado com motivos de grotesco (este conjunto de linguagem ao romano derivou dos modelos que a partir das primeiras décadas do século XVI alastraram a todo o Noroeste português).
O interior é composto por três naves de cinco tramos marcados por arcos de volta perfeita, suportados por pilares lavrados com motivos vegetalistas. A capela-mor, executada por mestre Gonçalo Lopes, é coberta por uma abóbada de nervuras de gosto manuelino. Destaque-se ainda o revestimento azulejar da cabeceira, datado do século XVIII e proveniente da oficina de António Rifarto. Os altares das naves laterais integram pinturas do século XVI, salientando-se o retábulo de Nossa Senhora do Rosário (c. 1574), de Francisco Correia. O retábulo da capela-mor foi executado pelo entalhador Francisco Machado (1720).